# 図解

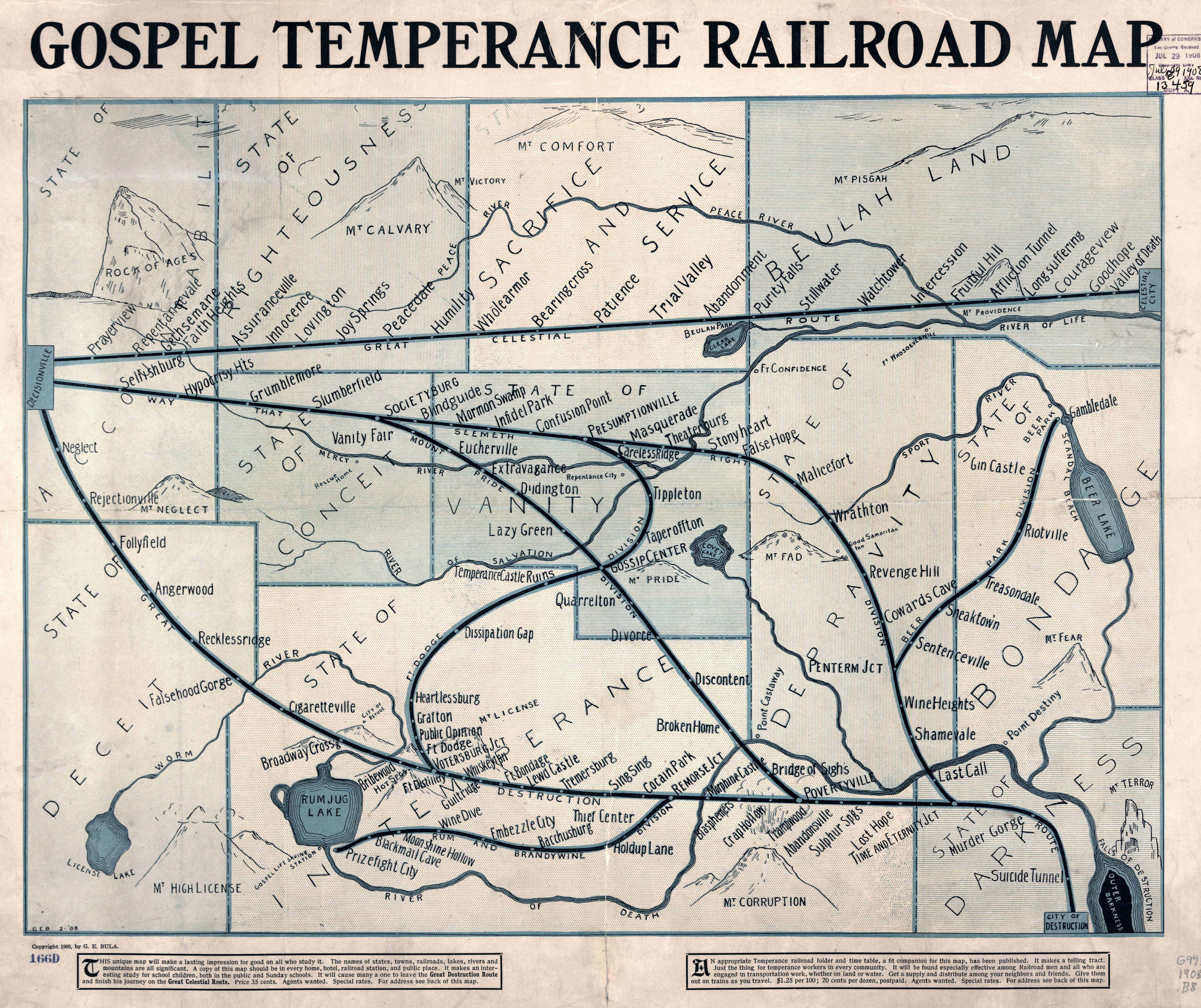
タイトルは、福音節制鉄道地図の意。temperance Mapという宗教家が文字が読めない人向けに、酒・自殺などをやめるよう伝えるための図。何かの寓意を込めた地図の形の図解は概念地図という。

図解（ずかい）とは、図を用いて説明を行うことや、その書物のこと。書籍やウェブサイトでも数学・物理分野の記載を中心に、図が記事に挿入され説明に用いられている。図があることで文章のみに頼らないことから、説明が容易になり、読者が内容を理解しやすくなる。さらに適宜、色分け（白黒の場合は網掛けなど）を用いることもある。他言語の使用者や、非識字者、漢字が読めない段階の子どもなどにも伝わる可能性を持つ。

## 図解の手段
- ベン図(集合関係)
- ツリー図
- マインドマップ
- フローチャート（チャート）
- グラフ化
- ピクトグラム
- インフォグラフィック
- グラフィックレコーディング
- KJ法
- ガントチャート
- コンセプトマップ

## ギャラリー

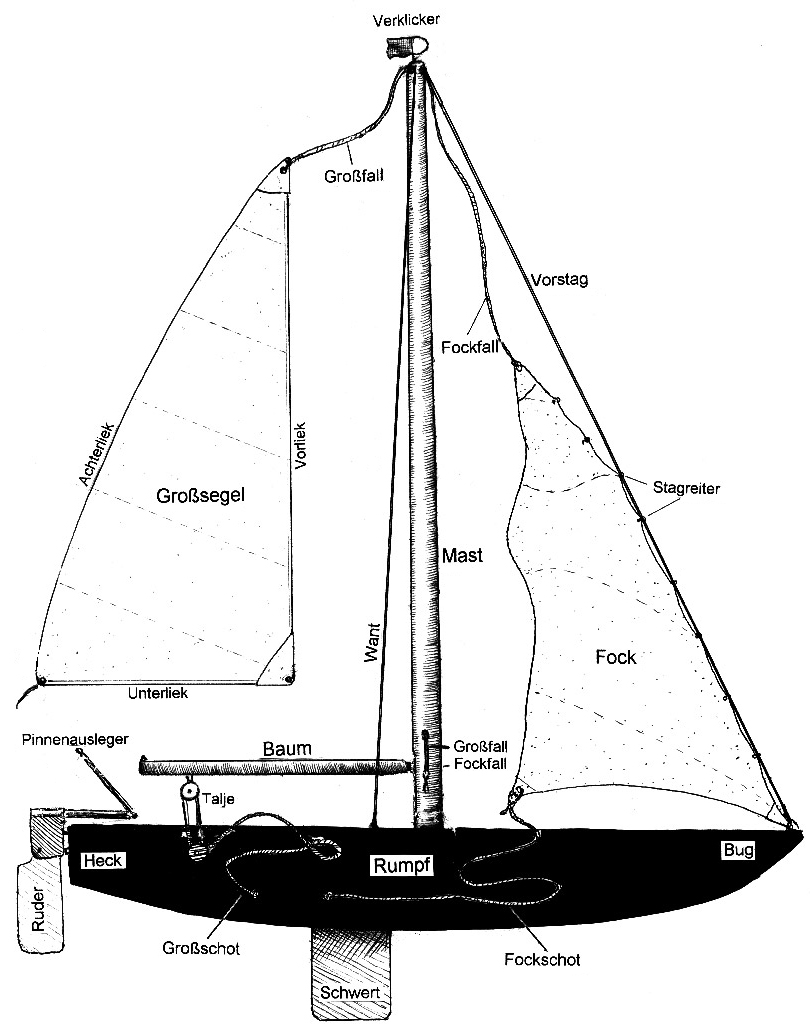
ヨットの部分名称
傘の部分名称
ゼッケンドルフの定理をXY軸で表したもの
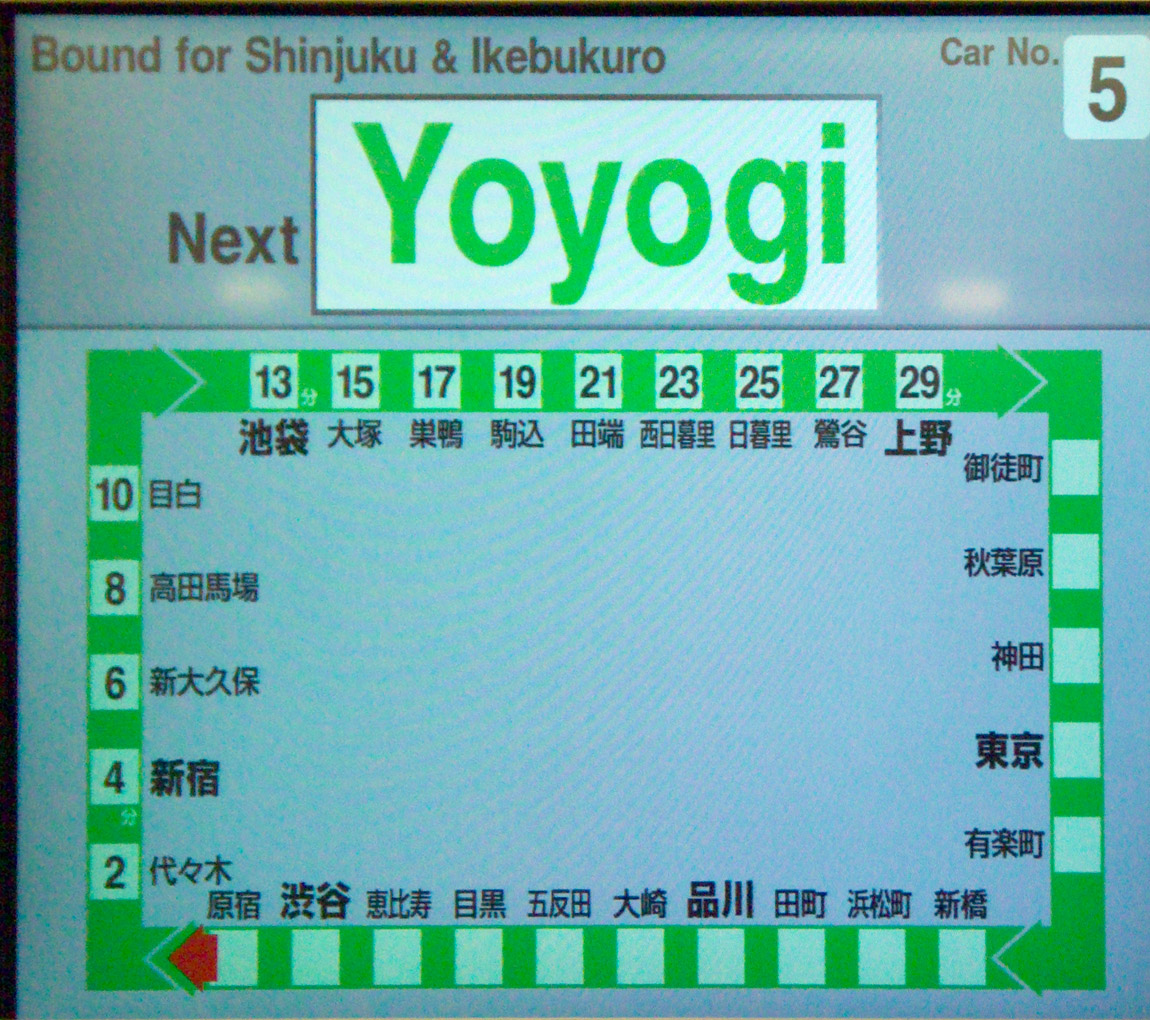
山手線車内（現在地・駅名・所要時間）